# I pensieri oziosi di un ozioso
I pensieri oziosi di un ozioso: libro per un'oziosa vacanza (titolo originale inglese Idle Thoughts of an Idle Fellow, a book for an idle holiday) è un libro umoristico pubblicato nel 1886 da Jerome Klapka Jerome. Dedicato alla sua compagna di ozi, la pipa, esso si presenta come una raccolta di 14 racconti e brevi saggi, che offrono lo spunto per considerazioni su vari argomenti, come la bolletta, i nervi, la vanità, la pigrizia, l'amore, il tempo e così via visti da uno scapolo, sintetizzando piccoli vizi e virtù della borghesia dell'epoca.
Fu il secondo libro di questo autore (dopo On the Stage—and Off, del 1885) e contribuì a fare di lui uno dei maggiori scrittori umoristici d'Inghilterra.
Il libro è stato tradotto e ristampato più volte in italiano. La prima traduzione apparve nel 1929, ad opera di Gigi De' Motta, col titolo Gli oziosi pensieri di un ozioso.
Questo fu il secondo libro pubblicato dall'autore e lo aiutò ad essere considerato come uno dei principali umoristi inglesi Inglese. Anche se è concordemente considerato uno dei migliori lavori di Jerome, e nonostante sia utilizzato lo stesso stile di Tre uomini in barca, non è mai diventato altrettanto popolare. Il libro non è stato stampato per molti anni ma un'edizione in brossura diventò disponibile nel 2002. Un secondo libro di "Pensieri oziosi", The Second Thoughts of an Idle Fellow, fu pubblicato nel 1898, tradotto in italiano solo nel 2016 con il titolo Sul tempo perso a perdere tempo. I ripensamenti oziosi di un ozioso.

## Contenuto
Il libro è costituito da 14 articoli indipendenti ordinati per argomento:
1. La bolletta (On Being Hard up).
2. I nervi (On Being in the Blues).
3. La vanità (On Vanity and Vanities).
4. Come riuscire nel mondo (On Getting on in the World).
5. La pigrizia (On Being Idle).
6. L'amore (On Being in Love).
7. Il tempo (On the Weather).
8. I cani e i gatti (On Cats and Dogs).
9. La timidezza (On Being Shy).
10. I bambini (On Babies).
11. Mangiare e bere (On Eating and Drinking).
12. Le camere ammobiliate (On Furnished Apartments).
13. Abiti e portamento (On Dress and Deportment).
14. La memoria (On Memory).

## Influenza su altre opere
Lazy Thoughts of a Lazy Girl,  I pensieri oziosi di una ragazza oziosa, libro di "Jenny Wren", pubblicato nel 1891. L'autore reale è ancora sconosciuto. Il libro ha lo stesso stile di Pensieri oziosi di un ozioso, ma dal punto di vista di una donna.
La fondazione della rivista biannualeThe Idler (1893) The Idler' fu influenzata dal titolo e dalle idee espresse in Pensieri oziosi di un ozioso.

## Edizioni
- Gli oziosi pensieri di un ozioso, traduzione di Gigi De' Motta, Milano, Sonzogno, 1929.
- Pensieri oziosi d'una persona oziosa, traduzione di Amedeo Bellini, Firenze, Vallecchi, ca. 1934.
- I pensieri oziosi di un ozioso, traduzione di Ida Omboni, Milano, Rizzoli, 1953.
- Pensieri oziosi di un ozioso, Piano B, 2010, ISBN 8896665124.